# Mihajlo Idvorski Pupin

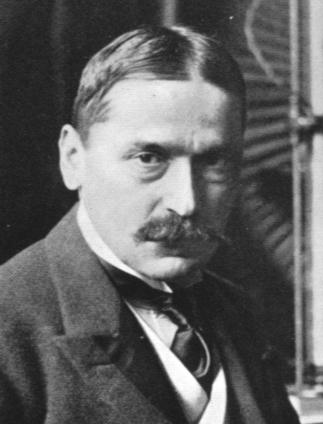
Mihajlo Pupin (1890)

Mihajlo Idvorski Pupin (serbisch-kyrillisch Михајло Идворски Пупин, auch Michael I. Pupin; * 27. Septemberjul. / 9. Oktober 1854greg. (a) in Idvor bei Pančevo im Banat, Kaisertum Österreich; † 12. März 1935 in New York, NY) war ein seit 1874 in den USA lebender Physiker und Schriftsteller aus Serbien. Die nach ihm benannte und von ihm patentierte Pupinspule aus dem Jahr 1894 ermöglichte das Telefonieren und Versenden von Telegrammen über große Entfernungen.

## Ausbildung
Seine schulische Ausbildung erhielt Pupin in Pančevo und Prag. Mit 19 wanderte er aus Österreich-Ungarn in die Vereinigten Staaten aus. Er arbeitete einige Jahre in niederen Berufen, zum Beispiel in der Keksfabrik in der Cortlandt Street in Manhattan. 1879 begann er am Columbia College zu studieren, wo er einen Ruf als exzellenter Student und Sportler hatte. 1883 machte er seinen Abschluss mit Auszeichnung, und wurde auch amerikanischer Staatsbürger. Seinen Doktorgrad erlangte er in Berlin unter Hermann von Helmholtz. 1889 kehrte er nach New York zurück und wurde Professor für mathematische Physik am neu eingerichteten Institut für Elektrotechnik an der Columbia University bis 1929. Er forschte unter anderem über Trägerwellengleichrichtung und Stromflussanalyse.

## Wissenschaftliche Arbeit

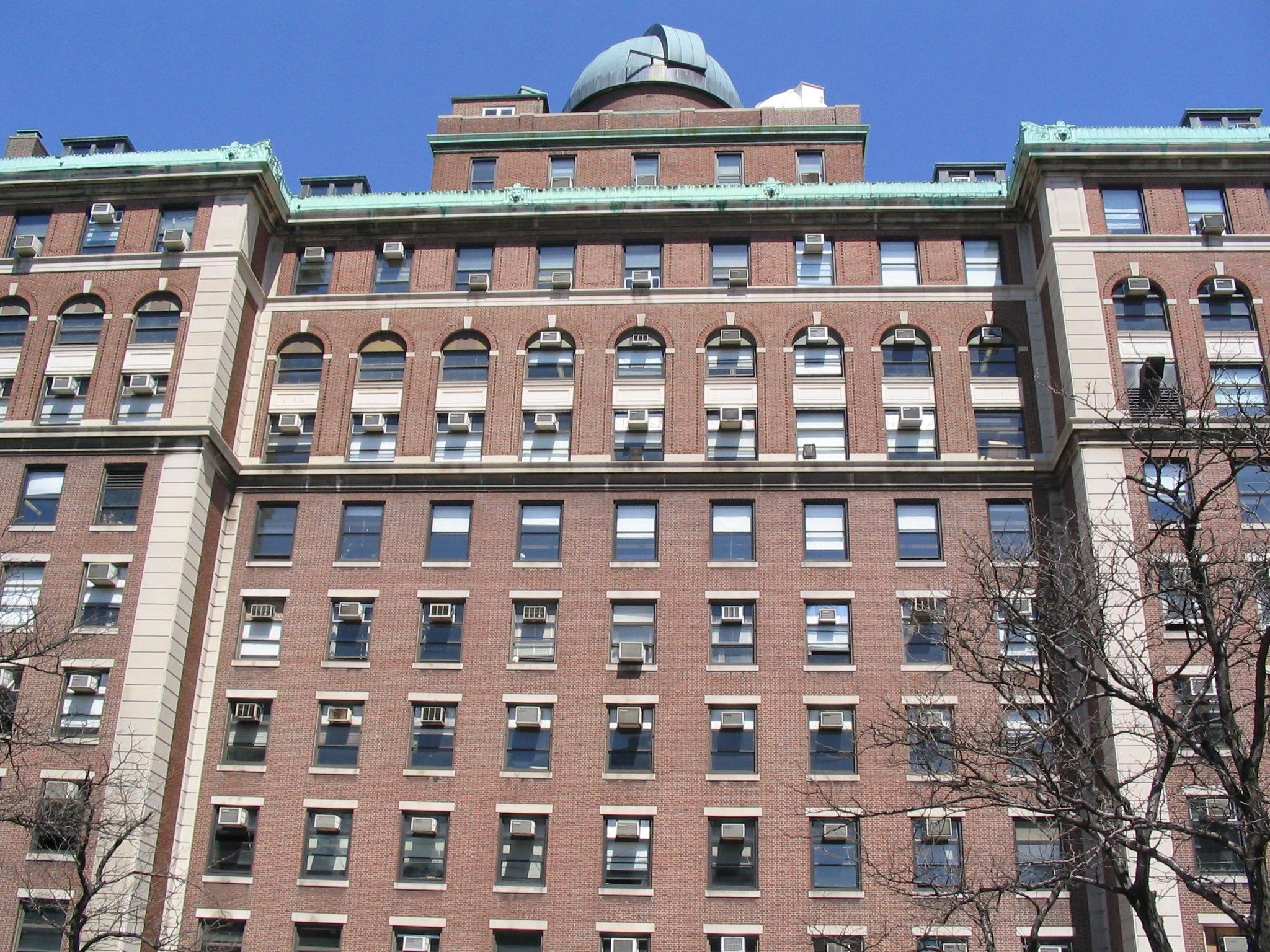
Pupin Hall an der Columbia University

1894 ließ er sich den heute auch als Pupinkabel (siehe Bespulte Leitung) bekannten Telefonkabelaufbau patentieren. American Telephone and Telegraph (AT&T) kaufte das Patent und machte ihn damit zum reichen Mann. Pupins Patent stützte sich auf die 7 Jahre zuvor erfolgte Grundlagenarbeit von Oliver Heaviside, einem englischen Physiker und Mathematiker.
Pupin war einer der ersten, die Röntgens Versuche zu Röntgenstrahlung in den Vereinigten Staaten nachvollzogen. 1896 erfand er die Methode, ein mit fluoreszenten Substanzen beschichtetes Blatt Papier neben die fotografische Platte zu platzieren, was die Belichtungszeit bei Röntgendurchleuchtungen von über einer Stunde auf wenige Sekunden senkte. Er führte auch die erste amerikanische Studie zur medizinischen Verwendbarkeit von Röntgenstrahlung durch. Kurz danach, im April 1896, erkrankte er an Lungenentzündung und starb fast daran. Seine Frau, die ihn pflegte, steckte sich an und starb. Die Forschung an Röntgenstrahlen gab er nach seiner Genesung auf.
1901 wurde er zum Professor ernannt und 1931 emeritiert. Er lebte in New York City und Norfolk in Connecticut, wo er sich ein Landhaus im serbischen Stil bauen ließ. 1905 wurde er sowohl in die American Academy of Arts and Sciences als auch in die National Academy of Sciences gewählt. Für seine Arbeiten zur Elektrotechnik erhielt er 1920 die Edison-Medaille.

## Politik
1911 wurde er zum Konsul des Königreichs Serbien in den Vereinigten Staaten ernannt. In seiner Ansprache an den Kongress vom 8. Januar 1918 forderte Präsident Woodrow Wilson, angeregt durch Unterhaltungen mit Pupin, die Wiederherstellung von Serbien und Montenegro und Autonomie für die Völker der Österreich-Ungarischen Monarchie.

## Bücher
Pupins Autobiografie From Immigrant to Inventor (Vom Einwanderer zum Erfinder) gewann 1924 den Pulitzer-Preis; eine deutsche Übersetzung erschien 1929 unter dem Titel Vom Hirten zum Erfinder. Des Weiteren schrieb er The New Reformation (1927) und Romance of the Machine (1930) sowie diverse technische Artikel. Thema vieler seiner Schriften war seine Ansicht, dass die Wissenschaft den Glauben an Gott unterstütze und vertiefe. Pupin war in der serbischen Immigrantengemeinde in den USA aktiv und war Gründer und erster Präsident des Serbian National Defense Council of America (Serbischer Nationaler Verteidigungsrat Amerikas). 1918 gab er ein Buch über serbische Sakralmonumente unter dem Titel Serbian Orthodox Church (Serbisch-Orthodoxe Kirche) heraus.

## Patente
Pupin veröffentlichte über 70 technische Artikel in einschlägigen Fachzeitschriften und hielt über 30 Patente.
| Patent |
| --- |
| Patent US519346: Apparatus for telegraphic or telephonic transmission. Veröffentlicht am 8. Mai 1894.‌                                    |
| Patent US519347: Transformer for telegraphic, telephonic or other electrical systems. Veröffentlicht am 8. Mai 1894.‌                     |
| Patent US640515: Art of distributing electrical energy by alternating currents. Veröffentlicht am 2. Januar 1900.‌                        |
| Patent US640516: Electrical transmission by resonance circuits. Veröffentlicht am 2. Januar 1900.‌                                        |
| Patent US652230: Art of reducing attenuation of electrical waves and apparatus therefore. Veröffentlicht am 19. Juni 1900.‌               |
| Patent US652231: Method of reducing attenuation of electrical waves and apparatus therefore. Veröffentlicht am 19. Juni 1900.‌            |
| Patent US697660: Winding-machine. Veröffentlicht am 15. April 1902.‌                                                                      |
| Patent US707007: Multiple telegraphy. Veröffentlicht am 12. August 1902.‌                                                                 |
| Patent US713044: Producing asymmetrical currents from symmetrical alternating electromotive process. Veröffentlicht am 4. November 1902.‌ |
| Patent US768301: Wireless electrical signalling. Veröffentlicht am 23. August 1904.‌                                                      |
| Patent US761995: Apparatus for reducing attenuation of electric waves. Veröffentlicht am 7. Juni 1904.‌                                   |
| Patent US1334165: Electric wave transmission. Veröffentlicht am 16. März 1920.‌                                                           |
| Patent US1336378: Antenna with distributed positive resistance. Veröffentlicht am 6. April 1920.‌                                         |
| Patent US1388877: Sound generator. Veröffentlicht am 3. Dezember 1921.‌                                                                   |
| Patent US1388441: Multiple antenna for electrical wave transmission. Veröffentlicht am 23. Dezember 1921.‌                                |
| Patent US1415845: Selective opposing impedance to received electrical oscillation. Veröffentlicht am 9. Mai 1922.‌                        |
| Patent US1416061: Radio receiving system having high selectivity. Veröffentlicht am 10. Mai 1922.‌                                        |
| Patent US1456909: Wave conductor. Veröffentlicht am 29. Mai 1922.‌                                                                        |
| Patent US1452833: Selective amplifying apparatus. Veröffentlicht am 24. April 1923.‌                                                      |
| Patent US1446769: Aperiodic pilot conductor. Veröffentlicht am 23. Februar 1923.‌                                                         |
| Patent US1488514: Selective amplifying apparatus. Veröffentlicht am 1. April 1923.‌                                                       |
| Patent US1494803: Electrical tuning. Veröffentlicht am 29. Mai 1923.‌                                                                     |
| Patent US1503875: Tone producing radio receiver. Veröffentlicht am 29. April 1923.‌                                                       |

## Privates Leben

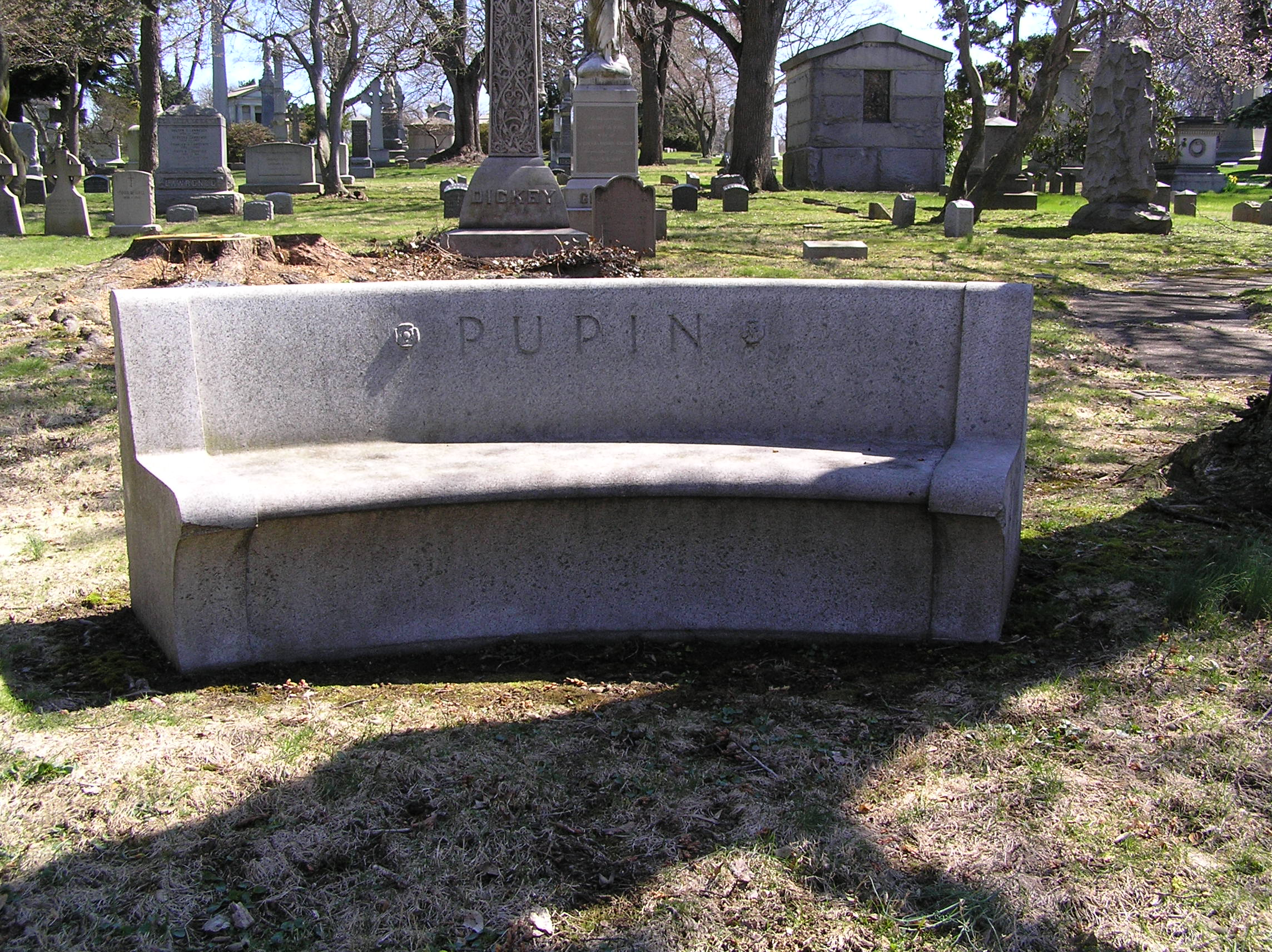
Grabstätte von Mihajlo Pupin

Er hatte vier Brüder und fünf Schwestern. Nach seiner Emigration in die USA wechselte er seinen Namen auf Michael Idvorsky Pupin und heiratete 1888 die Amerikanerin Sarah Catharine Jackson aus New York, mit welcher er eine Tochter hatte. Seine Frau starb 1896 an einer Lungenentzündung. Pupin starb im Jahr 1935 und wurde am Friedhof Woodlawn Cemetery, Bronx in New York City bestattet.

## Ehrungen
Der Mondkrater Pupin, der Asteroid (57868) Pupin und das Gebäude der physikalischen Fakultät an der Columbia University in New York, die Pupin Physics Laboratories, auch als Pupin Hall bekannt, sind nach ihm benannt. In Darmstadt gibt es einen nach ihm benannten Weg, den Pupinweg. 2014 wurde im Westen Belgrads anlässlich eines China-Mittel-Ost-Europa-Gipfels die Mihajlo-Pupin-Brücke eröffnet.